# Rosanna
Rosanna – górski strumień lodowcowy w Alpach, Austrii, Tyrolu, na terenie powiatu Landeck, o długości ok. 35 km. Wraz z Trisanną tworzy rzekę Sannę. Między źródłem a gminą Sankt Anton am Arlberg jest sztucznie spiętrzona, celem regulacji przeciwpowodziowej.